# وردن، دردگن
وردن، دردگن (به فرانسوی: Verdon, Dordogne) یک کمون در فرانسه است که در Canton of Lalinde واقع شده‌است.

## خصوصیات
وردن ۴٫۹۵ کیلومترمربع مساحت و ۵۳ نفر جمعیت دارد و ۱۱۷ متر بالاتر از سطح دریا واقع شده‌است.